# 萬斯鎮區 (北卡羅萊納州尤寧縣)
萬斯鎮區（英語：Vance Township）是位於美國北卡羅萊納州尤寧縣的一個鎮區。

## 地方資料
萬斯鎮區的面積為102.56平方千米，皆為陸地。根據2020年美國人口普查的數據，當地共有人口61768人，而人口密度為每平方千米602.26人。